# Rychwał
Rychwał este un oraș în Polonia.